# Espírito Santo
Espírito Santo —en español: «Espíritu Santo»— es uno de los veintiséis estados que, junto con el distrito federal, forman la República Federativa de Brasil. Su capital es Vitória. Está ubicado en la región Sudeste del país, limitando al norte con Bahía, al este con el océano Atlántico, al sur con Río de Janeiro y al oeste con Minas Gerais. Con 46 095.5 km², es el cuarto estado menos extenso —por delante de Río de Janeiro, Alagoas y Sergipe, el menos extenso— y con 84,53 hab/km², el sexto más densamente poblado, por detrás de Río de Janeiro, São Paulo, Alagoas, Sergipe y Pernambuco.
Otros importantes municipios, aparte de la capital, son Aracruz, Cariacica, Cascada de Itapemirín, Colatina, Guaraparí, Liñares, San Mateo, Sierra, Viana y Villa Vieja. El gentilicio del estado es capixaba o espírito-santense.
En 1535, cuando los colonizadores portugueses llegaron a la Capitanía del Espíritu Santo y desembarcaron en la región de Prainha (que traducido literalmente sería Playita), se inició el primer núcleo poblacional, denominado "Villa del Espíritu Santo". Debido a los ataques indígenas, el líder Vasco Fernandes Coutinho resolvió fundar otra villa, de esta vez en una de las islas, que fue llamada "Villa Nueva del Espíritu Santo", mientras que la antigua pasó a ser llamada Villa Vieja. Durante un periodo, Espíritu Santo fue anexado al estado de Bahía, teniendo por lo tanto a la ciudad de Salvador como capital. Actualmente, su capital Vitória es un importante puerto de exportación de mineral de hierro. En la agricultura, es importante la producción de café, arroz, cacao, caña de azúcar, frijoles, frutas y maíz. En la ganadería, ganado de corte y lácteos. En la industria, son importantes sus productos alimenticios, madera, celulosa, textiles, muebles y la industria siderúrgica.
El nombre del estado es una denominación dada por el donatario Vasco Fernandes Coutinho, que desembarcó allí, en 1535, durante un domingo dedicado al Espíritu Santo. Como curiosidad de esa etimología, merece importancia el Convento de la Virgen de Peña, símbolo de la religiosidad capixaba, que alberga en su archivo la tela más antigua de América Latina, la imagen de la Virgen (Nuestra Señora) de las Alegrías.

## Geografía

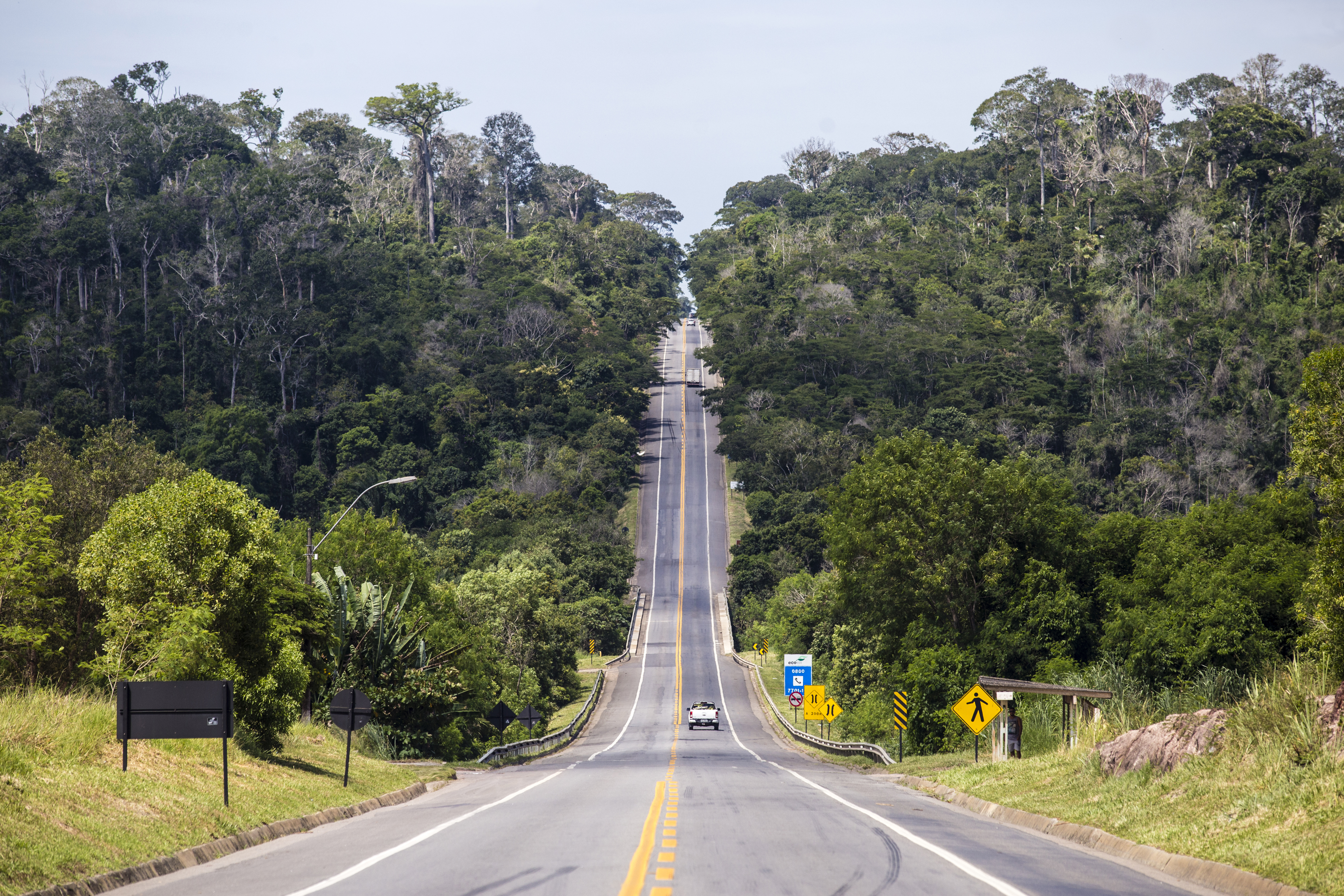
El bosque atlántico en la Reserva Natural de Linhares.

Su superficie de 46095,6 km² es similar en tamaño a Estonia, dentro del cual se encuentra una variedad de hábitats incluyendo una llanura costera, lagos, una variedad de formaciones de montañas, bosques de montaña, manglares y muchos otros localizados.
Anteriormente el estado estaba completamente cubierto por el bosque atlántico, pero debido a la deforestación se ha reducido en gran medida, actualmente solo se puede encontrar zonas forestadas en los parques nacionales.

### Topografía
El estado puede ser dividido en dos áreas: la baja llanura costera, y los montañas interiores, (cuyo pico más alto —pico da Bandeira— llega a 2890 m de altitud), allí esta la sierra del Caparaó.

### Ríos
El principal río del estado es el río Doce. Otras cuencas hidrográficas importantes incluyen la del río Santa María da Vitória, que recoge los ríos del área norte de los que desbocan en la bahía de Vitória. La cuenca del río Jucu, que recoge los ríos del área al sur de los que desbocan en Vitória.

### Lagos
La más importante región de lagos del estado está situada en la orilla del río Doce. La región posee unos 26 grandes lagos, el mayor llamado lago Juparanã.

## Clima
El clima del Espírito Santo es seco en general, y caliente al norte del río Doce. El clima de montaña es más frío llegando al clima tropical de altitud en las regiones más altas, como el oeste y el suroeste. El clima predominante en las llanuras costeras es el tropical tendiendo el tropical seco en el norte. En general el verano es lluvioso y el invierno es seco.

## Economía
Las plantaciones de más importancia en el estado de Espírito Santo son el arroz, el café (uno de los más importantes productos de exportación agrícolas de Brasil), el cacao, la caña de azúcar, frijoles, y frutas, (principalmente la banana y el papaya), y el maíz. En cuanto a animales para fines comerciales, el más importante, así como en todo el Brasil es el ganado, que es criado tanto para fines de carne como lechero, pero aquí se destaca también la industria de aves de corral, que envía para todo Brasil y también se exporta. La industria de enlatados, productos forestales, textiles, el acero y el mineral de hierro son grandes destaques. El estado abriga la mayor usina de beneficio de minas de hierro del mundo (Valle do Rio Doce), y una de las mayores industrias de producción de papel del mundo.
Vitória es un importante puerto para la exportación del acero, y además en la cuenca de la región de São Mateus, se encontró recientemente petróleo, lo que impulsó la economía estatal, ya estando en vigor acuerdos comerciales para su explotación.
El turismo viene creciendo en importancia en la economía de estado pero la mayoría de los viajeros son de estados vecinos, y no de otros países, así que el capital recaudado es todavía pequeño, en comparación a otros estados. Destinos turísticos conocidos incluyen la zona costera con ciudades como Guarapari, Jacaraípe y Manguinhos. Pero cada vez más los destinos de montaña ganan popularidad, como Domingos Martins y Castelo.